# Jambon d'Ardenne
Pour l’article homonyme, voir Jambon d'Ardenne (film).
Ne doit pas être confondu avec Jambon sec des Ardennes.

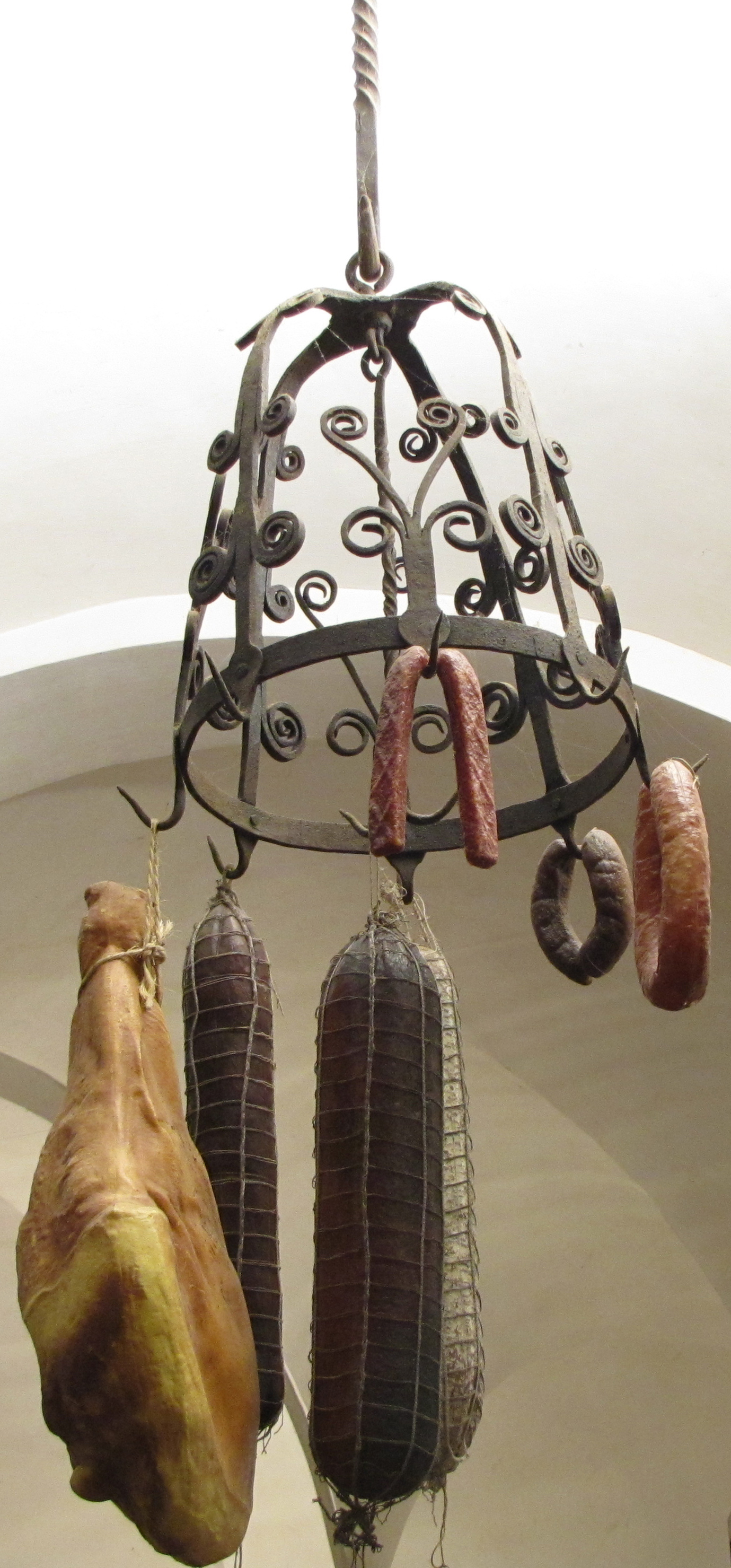
Jambon d'Ardenne suspendu, avec d'autres salaisons factices, à une couronne d'office au musée de la Gourmandise de Hermalle-sous-Huy

Le Jambon d'Ardenne est une salaison, avec indication géographique protégée, de la province de Luxembourg et un des fleurons gastronomiques belges.

## Description
Ce jambon est préparé, dans la province de Luxembourg ou dans certains cantons contigus des provinces de Liège et de Namur à partir d'une cuisse de porc.  La viande, salée à sec ou frottée de sel, voire immergée dans une saumure, mature dans un endroit froid ; si elle est fumée, elle doit l'être à partir de bois ou de sciure de bois (résineux et bois de réemploi exclus).  Trois sortes de produits sont concernés : le jambon à l'os, le cœur et la noix.

## Historique
Selon le dossier introduit pour la demande d'appellation Indication géographique protégée (IGP), le porc ardennais, qui paissait, par droit de panage, dans les landes et les forêts sur des parcours déterminés au moins depuis le haut Moyen Âge, fut surtout exporté en France. Le jambon d'Ardenne était un mets courant, figurant généralement dans les menus locaux, utilisé comme casse-croute et fréquemment proposé aux voyageurs qui découvraient la région, au début du XIXe siècle.
Il en va toujours de même au XXe siècle où la réputation du jambon d'Ardenne devance celle du jambon de Parme selon l'Office national de débouchés agricoles et horticoles, ce qui entraine une fraude suivie d'une réglementation nationale dès 1974 et de l'obtention de l'appellation européenne IGP (indication géographique protégée) en 1996.

## Économie
C'est en 1996 et dans le cadre de l'IGP qu'est créée l'asbl Association pour l'usage et la Défense du Jambon d'Ardenne et son Appellation (AUDA) ; cette asbl réunit les producteurs, veille à l'amélioration du produit, s'occupe de la promotion et de la défense contre les contrefaçons. Elle a préféré l'enregistrement du produit sous IGP plutôt que sous AOP (Appellation d'origine protégée par l'Union Européenne) car les porcs utilisés pour la fabrication du jambon d'Ardenne viennent majoritairement de la région flamande. Les jambons et saucissons d’Ardenne ne sont pas une AOP car il n’y a pas assez de porcs élevés dans la région .
En ce qui concerne la production du jambon d'Ardenne, elle atteignait 1 036 tonnes en 1997 ; elle est passée à 1 600 tonnes en 2002 dont plus de 50 % sont destinés à l'exportation.

## Gastronomie
Le jambon d'Ardenne est réputé pour son goût particulier. 
Il se déguste, partout en Belgique - même si en Flandre, il fut considéré comme un produit de luxe recherché -, accompagné de pain ou de crudités, ou en accompagnement de melon.  Il intervient aussi dans la confection de crêpes ou dans la traditionnelle omelette au jambon d'Ardenne.

## Dans les arts
- Le jambon d'Ardenne est un sonnet de Paul Grognard, dit Paul Erève, (1893-1978)[11].
- Le jambon d'Ardenne est cité comme valeur nationale dans l'épilogue de Belgique, poème en 4 chants de l'écrivain belge Charles Potvin (1818-1902), publié en aout 1859[12].
- C'est du jambon d'Ardenne que propose le boucher à saint Nicolas dans Le Royaume authentique du grand Saint Nicolas d'Eugène Demolder, 1896[13].
- Jambon d’Ardenne est un film franco-belge de Benoît Lamy sorti en 1977.